# Robinson R22
Robinson R22 er en lille, let 2-sædet helikopter produceret af Robinson Helicopter Company. Storebroderen R44 kan have fire personer om bord.
Det er den bedst sælgende civile helikopter i verden, da den er billig i indkøb og drift.

## Aktuelt
En Robinson 22 styrtede lørdag d. 27. september 2008 ned på en boldbane i landsbyen Kirke Såby vest for Roskilde. Den 41-årige pilot blev dræbt, mens den 36-årige passager blev hårdt kvæstet. Helikopteren faldt ned fra 70 meters højde.